# Zimándköz
Zimándköz (románul Zimandcuz) település Romániában, a Partiumban, Arad megyében.

## Fekvése
Aradtól északra, a Kisjenőre menő út mellett fekvő település.

## Története
Zimándköz nevét 1743-ban Zimand néven említette először oklevél.
1851-ben Fényes Elek írta a településről: „Zimánd, puszta, Arad vármegyében, Arad városával határos. Gazdag róna határa 7029 hold szántóföldet és 298 hold kaszálót foglal magába. Földesura a királyi kincstár.”
Egyes források szerint Zimándköz alapítása 1853-ra tehető, amikor 92 római katolikus család települt ide Bánkút-pusztáról.
1910-ben 1043 lakosából 1033 magyar volt. Ebből 1007 római katolikus volt.
A trianoni békeszerződés előtt Arad vármegye Aradi járásához tartozott.